# Neriidae
Neriidae (лат.) — небольшое семейство насекомых из инфраотряда круглошовных мух, близкое к Micropezidae.

## Описание
Небольшие стройные мухи с длинными ногами (7—12 мм). Голова удлиненная. Ариста, как правило, концевая, голая или покрыта короткими волосками. Щупики хорошо развиты. Хоботок хорошо развит, втяжной. У большинства видов развит половой диморфизм. Самцы имеют гораздо более длинные ноги, голову и усики, чем самки. Щиток голый с парой длинных апикальных щетинок. Крылья узкие, прозрачные, желтоватые или коричневатые, но без выраженного рисунка. Ноги тонкие, длинные с нижней стороны бедер обычно расположены ряды толстых шипиков. Брюшко удлиненное с шестью видимыми сегментами.

## Галерея

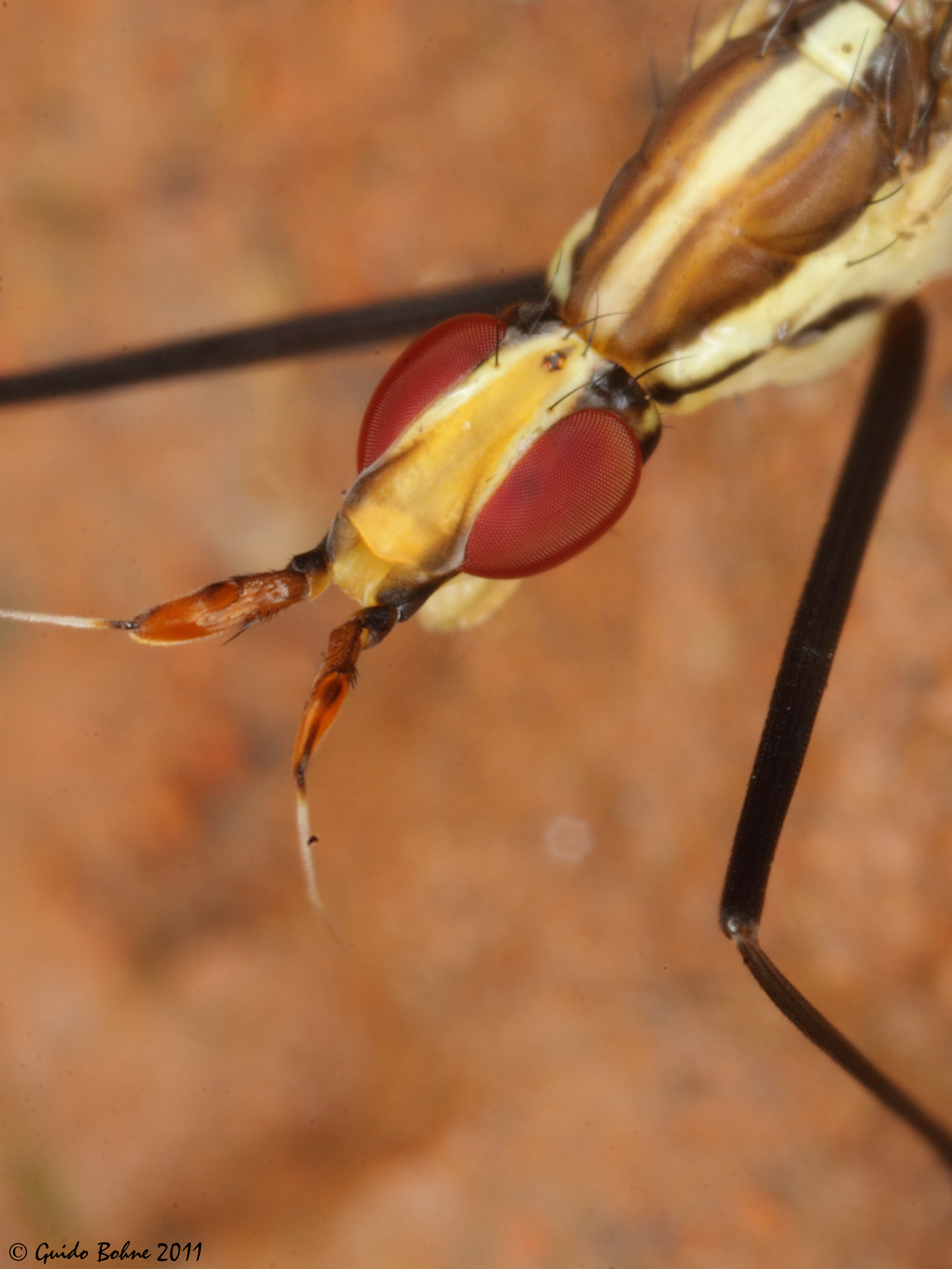
Голова Telostylinus lineolatus
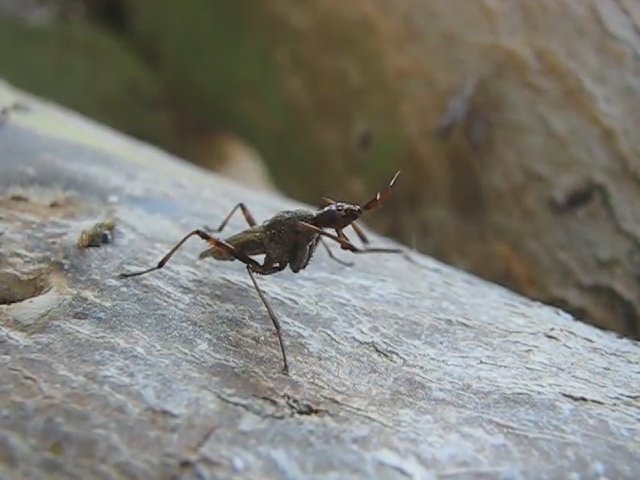
Odontoloxozus longicornis
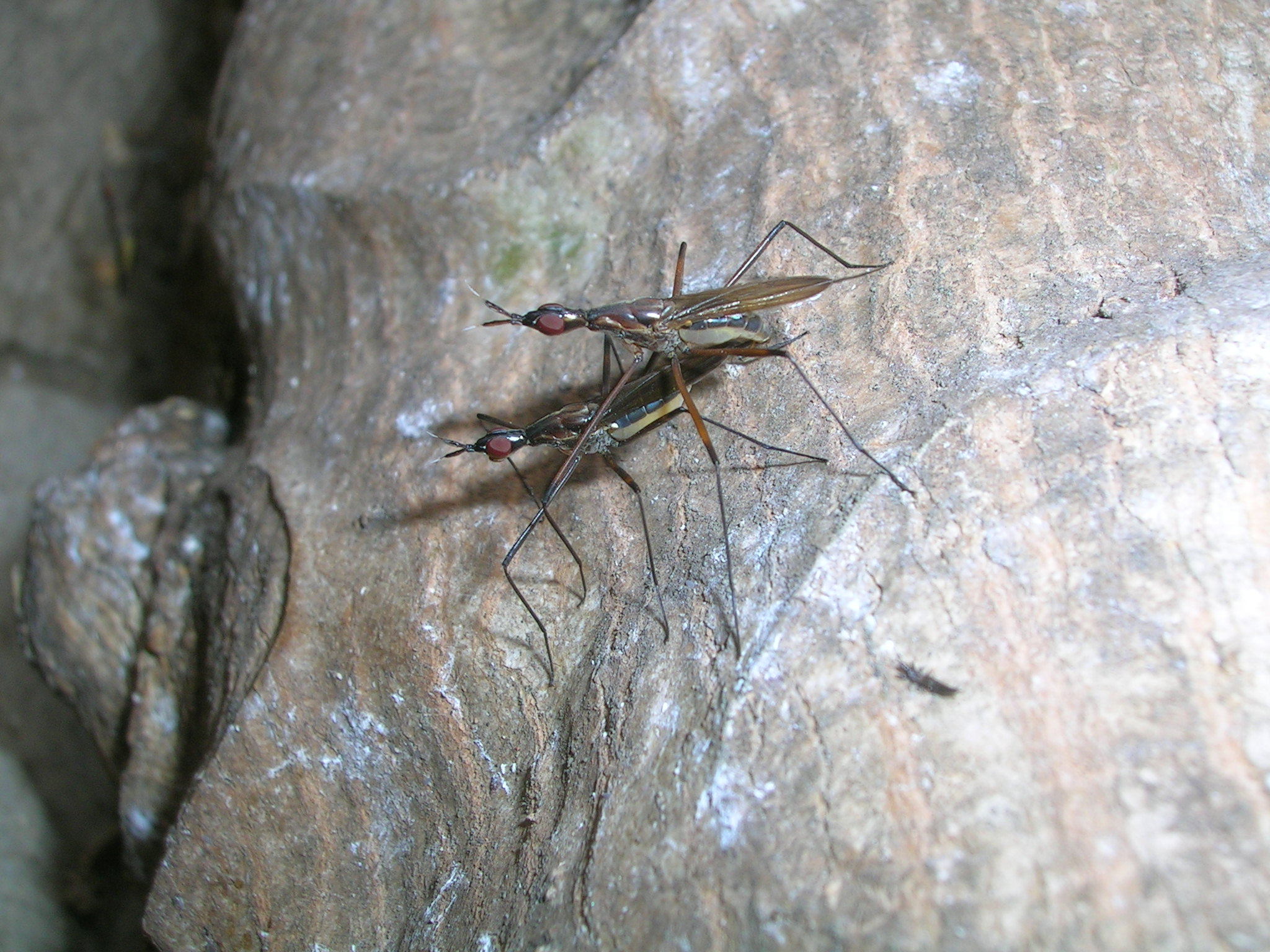
Спаривание Nereiidae
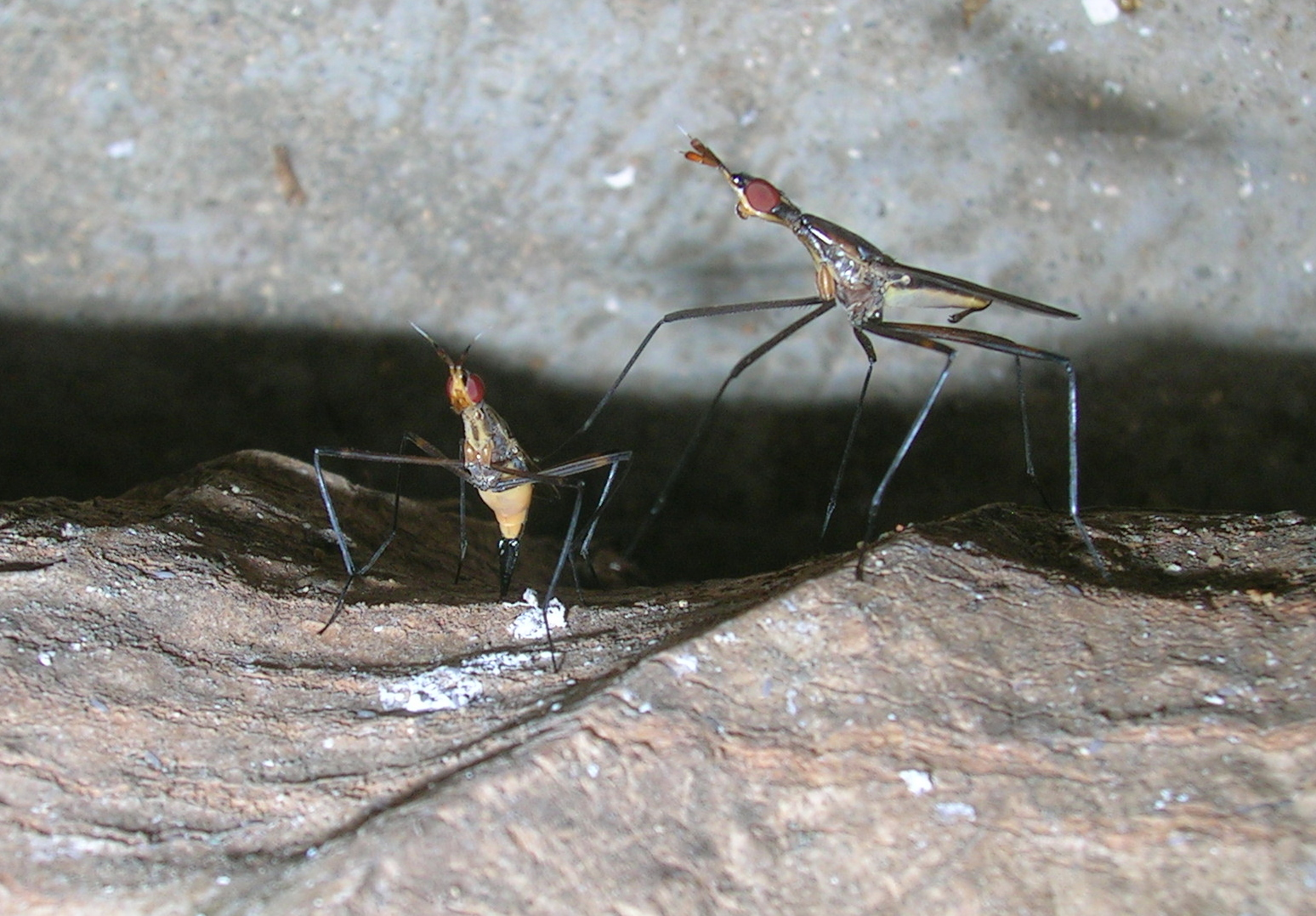
Слева — самка Neriidae откладывает яйца, справа — самец

## Биология
Личинки развиваются в разлагающихся субстратах растительного происхождения, в гниющих кактусах, бананах, в разлагающихся корнях папайи. По характерной особенности биологии личинок в англоязычной литературе представителей семейства называют кактусовыми (cactus flies) или банановыми (banana stalk flies) мухам. Некоторые обитают под отмирающей корой деревьев и в гниющих стволах. Продолжительность развития личинок составляет от двух до четырёх недель. Имаго можно часто встретить в домах, особенно на стенах или окнах. Самцы кактусовых мух обладают сложным социальным поведением, включающее докопуляционную территориальность на участках откладки яиц, привлечение самок, повторные спаривания и посткопуляционную охрану самок от других самцов. Средняя продолжительность жизни имаго составляет от 50 до 60 дней

## Распространение
Обитают, преимущественно, в тропиках Старого и Нового света. В России найден один вид на юге Дальнего Востока — Nerius femoratus Coquillett, 1898. В Неарктической области встречается два вида Odontoloxozus longicornis (Coquillett, 1904) и Glyphidops flavifrons (Bigot, 1886).

## Классификация
Семейство включает 112 видов из 20 родов. На основании кладистического анализа был восстановлен статус рода Cerantichir.
- Antillonerius Hennig, 1937 — Острова Карибского моря, 2 вида.
- Chaetonerius  Hendel, 1903 — Африка, Южная и Юго-Восточная Азия, 25 видов.
- Cerantichir Enderlein, 1922 — Центральльная и Южная Америка, 2 вида.
- Derocephalus Enderlein, 1922 — Австралия, 1 вид.
- Eoneria Aczél, 1951 — Аргентина, 2 вида.
- Eoloxozus Aczél, 1961 — Перу, 1 вид.
- Glyphidops Enderlein, 1922 — юг США, Центральная и Южная Америка, 14 видов.
- Gymnonerius Hendel, 1913 — Юго-Восточная Азия и Южная Америка, 6 видов.
- Indonesicesa Kocak & Kemal, 2009 — Новая Гвинея, 3 вида.
- Longina Wiedemann, 1830 — Южная Америка, 4 вида.
- Loxozus Enderlein, 1922 — Колумбия, Боливия, 1 вид.
- Nerius Fabricius, 1805 — юг Дальнего Востока, Япония, Южная Америка, 12 видов.
- Nipponerius Cresson, 1926 — Япония, 1 вид
- Paranerius Bigot, 1883 — Юго-Восточная Азия, Новая Гвинея, 3 вида.
- Protonerius Meijere, 1924 — Суматра, 1 вид.
- Odontoloxozus Enderlein, 1922 — от юга США до Боливии, 3 вида.
- Odontoscelia Enderlein, 1922 — Бразилия, 2 вида.
- Stypocladius Enderlein, 1922 — Япония, 1 вид.
- Telostylinus Enderlein,  1922 — Юго-Восточная Азия, Австралия, острова Тихого океана, 19 видов.
- Telostylus Bigot, 1859 — Юго-Восточная Азия, 10 видов.